# Carex serpenticola
Carex serpenticola är en halvgräsart som beskrevs av Zika. Carex serpenticola ingår i släktet starrar, och familjen halvgräs. Inga underarter finns listade i Catalogue of Life.